# 永久指名おねがいします!
『永久指名おねがいします！』（えいきゅうしめいおねがいします）は、カナエサトによる日本の漫画作品。『恋するソワレ』（ソルマーレ編集部）において2011年8月から2024年1月27日まで連載された。

## 沿革
2014年11月7日、NTTソルマーレとジュリアンパブリッシングが業務提携を行った際に、ジュリアンパブリッシングがスフレコミックスを創刊。出版第1弾の作品として、蘭子の『♂♀生き残りゲーム』とともに本作の単行本が刊行される。
2018年1月、「みんなが選ぶ!! 電子コミック大賞 2018」では、女性部門賞を受賞。2020年10月時点で、電子書籍が1億ダウンロードを突破した。2021年8月時点でソルマーレ編集部の主な作品の1作として扱われている。

## あらすじ
引きこもりの十和子は、両親が遺した家で兄のマキと二人暮らしをしていた。ある日兄が勤めるホストクラブの先輩の蓮次、里央、息吹の3人が入り浸るようになる。始めは3人に対し悪い印象しかなかった十和子だったが、次第に打ち解けていった。蓮次と親しくなっていくうちに、十和子自身の意識も変わっていく。十和子の恋と自立、成長の物語。

## 登場人物
嶺岸 十和子（みねぎし とわこ）
主人公。20歳。中卒。兄のマキと二人暮らしをしていた。引きこもりで、家で家事をしている。人見知り。買い物はインターネット通販で済ませていた。料理が上手。要領が良い。
黒髪。眼鏡をかけていたが伊達で、視力は悪くない。猫背で貧乳。家での服装は、Tシャツまたはトレーナーにジャージのズボン。自分で散髪している。ヘアサロンは上流階級が行くところだと思っている。
ニートだったころは無駄遣いが多く、兄に怒られていた。パソコンが壊れた際に、新しいパソコンを購入するため、一週間限定でロイヤルで料理を作った。人間観察のために、再びロイヤルの厨房（とバー）で働き始める。
小説が好きな文学少女だが、アニメやゲームなどには興味がない。幼いころに母親が色々な本を読み聞かせてくれたことがきっかけで、本が好きになった。ストレス発散に、3人のBL小説を書いていた。束原文代が好きで、本を2冊ずつ持っているほどのファン。彼女が審査員を務めていたことがきっかけで、「ガーネット大賞」に小説を応募する。
小説家としてのペンネームは「中川 空（なかがわ そら）」。デビュー作は「海辺の花」で、親が子供に読み聞かせるような話を書きたかったため、低年齢向けの内容になっている。授賞式後には、小説を書いていることをマキ、里央、息吹に明かした。
ブラコンではないが、兄の貞操を心配したり、女に騙されているのではないかと心配する程度には好き。
ホストに対して良い印象はなく、汚らわしいとさえ思っていた。蓮次たちと話したくなかったため、サプライズカーを購入し、それを使って会話をしていた。
中学2年生の時にいじめに遭い、それが原因で引きこもるようになった。3人に対して苦手意識を持っていたのは、いじめていた人達が派手なグループだったため。臨時でキャバクラで働いた時の源氏名は「トワ」。当初、蓮次に対する印象は「危険人物でヘンタイ」だった。束原文代の小説で意気投合。小説の授賞式に出席することになり、蓮次に代わりを頼んだことがきっかけで、連絡先を交換した。授賞式後には、蓮次と友達になった。蓮次が実家に帰った際、彼女（婚約者）役を演じた。
両親に些細な事で悪態をつき、それが最後の会話となったことを後悔している。
旅行後、好奇心がありそうなモエには恋愛相談が出来なかったが、息吹と友達になってからは、恋愛相談をしていた。息吹のことは「美しい」「いい人」だと思っている。
ネットで食材を調達していた十和子はスーパーに買い物に行ったことがなかったが、息吹が誰かに振られて落ち込んでいると勘違いをし、励ますための料理を作るため、初めて息吹と買い物に出かける。
女として自信をつけるため、外見を変えようと試みた際に、モエに協力を頼む。身なりに気を使うようになってからは、以前より外出出来るようになり、人の多い場所に慣れた。
人として自信をつけるために、小説を書き上げた。新作の取材の際、編集助手として紹介される。
水族館には小さい頃以来、行っていない。

### 十和子の家に出入りする人物
蓮次（れんじ） / 十時 蓮（ととき れん）
No.1ホスト。オネエキャラでバイ。左目の下に泣きぼくろがある。左耳に4つ、右耳に3つピアスをつけている。友達になってからは、十和子から「蓮次殿」と呼ばれている。当初は「マキがタイプ」と言っていた（冗談なのか本気なのかは不明）。
家にいる時は、「休む時はこれが一番落ち着く」という理由で浴衣を着用している。小説の授賞式の時には、和服を着用した。
筑前煮が好き。化粧をしてあげるのが上手い。
熱を出すと人が恋しくなり、傍にいる人を見境なく襲ってしまうが、その間の記憶は曖昧。
十和子に頼まれ、小説家「中川 空」のフリをする。十和子の小説の入賞祝いとして服をプレゼントする。
小学3年のころ、祖母が亡くなったために神奈川県から九州に引っ越した。子供のころは身体が弱く、人見知りだった。築曰く「口調は姉の影響」。怜と泰良が付き合い出した後、反抗期になった。そのころは築に依存していた。
将来に備えてたくさん働くことを、里央に宣言した。
息吹（いぶき）
ホスト。ロイヤルのエース。18歳。里央の母親違いの弟。両親の再婚後に生まれた子供で、末っ子。6歳の時、看取った際に母親を泣かせてしまったことを後悔し、本音を言えない子供になった。里央が自分の時間を犠牲にして家族のために働いているのをみて、助けになりたいと思っていた。友達になってからは、十和子から「息吹殿」と呼ばれている。
食い意地が張っている。風呂の中で寝ることが出来る。無心になれる作業がわりと好き。
ロイヤルのバーで十和子の指導役を担当。元々はバーテンとしてロイヤルで働いていた。
裁縫が得意で、昔は兄弟の雑巾や手提げ袋を作っていた。里央と二人で暮らしている。本命の女の子とは、話も出来ない程に奥手。好きな人には幸せになってほしいと思っている。控えめな花が好きで、子供っぽい菓子も好き。
子供のころからよくスーパーで買い物をしていた。
ロイヤルを休んでいる間、薔薇の花束作りのお礼としてかおりの家の花屋を手伝い、そのうちにかおりに恋愛相談をするようになる。
里央（りお）
ホスト。25歳。中卒。身長は低め。息吹の母親違いの兄で、父親の連れ子。十人兄弟の長男。口が悪い。当初十和子に対して嫌味を言ったりと、嫌っていた。家族ネタに弱い。
恋愛に対する勘は鋭く、息吹の十和子に対する気持ちも素早く察したり、蓮次が探りを入れていることにも気づいた。蓮次が十和子に好意を持っていることを、一番初めに知り、協力を求められる。息吹の気持ちを知ってからは、息吹の味方をした。息吹が密かに十和子の家に行っていたことに気づいていた。
蓮次に弱みを握られている。モエの料理を食べ、3kg痩せた。モエの料理が嫌で、マキの家ではなく、自宅で冷凍食品を食べていた。息吹と二人で暮らしている。
マキ / 嶺岸 慎一（みねぎし しんいち）
ホスト。23歳。蓮次、息吹、里央の後輩。十和子の兄。十和子から兄上と呼ばれている。店長にシスコンと言われるほど、妹思い。十和子がいじめられていたことを、後輩に聞いて知る。ホストの仕事に転職した理由を「割のいい仕事だから」と十和子に説明したが、実際は夜型の十和子と生活時間を合わせるためだった。酔った時のチョップの威力は10倍。
酒に弱く、話も上手ではないが、人が良いため、客のストレス発散として潰れるまで酒を飲まされている。
恋愛には疎い。モエとはやけ酒につきあっていたら、意気投合したことがきっかけで親しくなった。
「十和子が蓮次に振られた」と勘違いして以来、蓮次のことをよく思っていなかったが、誤解だと知り、謝った。蓮次のことを「女の人を幸せに出来ないタイプ」だから、十和子とは適度な距離感を保って貰いたいと思っている。
十和子の自立を心配しているが、嬉しいと感じている。
モエ
キャバ嬢。蓮次狙いでロイヤルに来店し、指名出来ない場合はマキを呼んであたり散らしていたため、息吹に「嫌な客」と言われていた。
服や小物は派手めなものを好んでいる。
高校を辞めてキャバ嬢になった。田舎から都会に出てきてきつかったため、心のよりどころが欲しくて、ホスト通いを始めた。子供に手をあげたり、放置するような親だったため、縁を切った。
マキの子供を妊娠し、入籍した。妊娠中、つわりが大変だった。食べづわりだったため、体型がふくよかになったが、女としての自信は失っていない。太ったことを自覚している。月に2回、おやつのご褒美の日を決めている。
料理がかなり苦手だが、作った料理を完食しないと許さない。妊娠発覚後、ヘルシーでバランスのとれた料理のレシピを十和子から貰って作っている。美味しく出来た際には食べ過ぎてしまい、産院で注意されるほど。
薄着でいることが多かったが、妊婦になってからは格好が変わった。妊娠後はほぼインターネット通販で服を購入している。

### ロイヤルで働く人物と関係者
店長（てんちょう）
店内でも帽子をかぶっているが、たまにかぶらないことも。黒髪であごに髭を生やしている。蓮次と十和子が旅行に行く前に、蓮次がゴーストライターである秘密を知った。ハロウィンの時に悪酔いし、コスプレの衣装をボロボロに破いた。十和子に対して、元引きこもりを哀れむ眼差しで見ていた。
アフロ
正式な名前は未登場。ロイヤルのホスト。十和子が初めてロイヤルの厨房に行った日に怖がらせた。かおりのファンだが、変装したかおり（と蓮次）には気づかなかった。
かおり
花屋の娘。父子家庭。可愛い系の容姿で、ロイヤルのホストに人気がある。顔と胸を整形しているが、隠すつもりはない。息吹と蓮次以外は整形に気づかなかった。父が周囲から恐れられるため、友達がいなかった。
息吹がロイヤルに来て以来（一年以上）ずっと好きだが声をかける勇気がなく、ストーカーをしていた。変装して気配を消すことが得意だが、変装していない時は男性に絡まれやすい。
いつか覚悟が出来たら息吹に告白するつもりだが、振られたとしても幸せを願って見守りたいと考えている。
要領が悪く勉強も苦手だが、恋愛に関する勘はよく当たると自負している。
蓮次と噂になった際には、「ストーカー被害に遭っていて相談している」ことにした（実際はかおりが息吹のストーカーをしていた）。
息吹の恋の相談役になり、複雑な気持ちを抱く。
かおりの父
花屋。強面で、ホストやホストクラブの女性客から恐れられる容姿。娘を溺愛しており、過保護。地域の花壇やプランター整備のボランティアを率先して引き受けている。

### 出版関係者
西門 円（にしかど まどか）
「中川 空」の担当編集者。男性。「中川 空」の正体を知っている。仕事に関して熱い性格。十和子の次回作に期待していたため、新作が完成した際には喜んだ。

### 蓮次の地元関係者
怜（れい）
蓮次の姉。基本的には優しい性格。九州に引っ越してすぐ、泰良と同じクラスになり、親しくなった。料理が出来、家族の食事を作っている。
蓮次の父
金髪で碧眼。ハーフ。脳梗塞で倒れ、入院した。極度の人見知り。祭りが好き。
泰良（たいら）
怜の夫で蓮次の義兄。婿。怜とは同級生。築から「たいちゃん」と呼ばれている。蓮次の母から、浴衣を着させてもらえない。
築（きずく）
蓮次の同級生。蓮次の実家の隣に住んでいる。小学生のころから眼鏡をかけている。家は酒屋。蓮次の実家の窓から部屋に入っていた。過去に蓮次と親密な関係だった。泰良から「きずっくん」と呼ばれている。

## 書誌情報
- カナエサト『永久指名おねがいします！』ソルマーレ編集部（運営）/ジュリアンパブリッシング（発売）〈スフレコミックス〉、全16巻
  1. 2014年11月7日発売[7]、ISBN 978-4-86457-202-6
  2. 2014年12月10日発売[8]、ISBN 978-4-86457-205-7
  3. 2015年4月10日発売[9]、ISBN 978-4-86457-219-4
  4. 2015年9月10日発売[10]、ISBN 978-4-86457-247-7
  5. 2016年2月10日発売[11]、ISBN 978-4-86457-286-6
  6. 2016年6月10日発売[12]、ISBN 978-4-86457-326-9
  7. 2017年4月20日発売[13]、ISBN 978-4-90875-787-7
  8. 2017年10月18日発売[14]、ISBN 978-4-86669-034-6
  9. 2018年4月18日発売[1][15]、ISBN 978-4-86669-060-5
  10. 2018年10月25日発売[16]、ISBN 978-4-86669-154-1
  11. 2020年1月18日発売[17]、ISBN 978-4-86669-264-7
  12. 2020年10月23日発売[18]、ISBN 978-4-86669-338-5
  13. 2021年8月27日発売[19]、ISBN 978-4-86669-425-2
  14. 2022年4月22日発売[20]、ISBN 978-4-86669-487-0
  15. 2023年11月17日発売[21]、ISBN 978-4-86669-621-8
  16. 2025年1月24日発売[22]、ISBN 978-4-86669-737-6

## ボイスコミック
2022年3月25日より、YouTubeのコミステ！by コミックシーモアにてボイスコミック動画が公開されている。
キャスト
- 十和子 - 下地紫野[23]
- 蓮次 - 寺島拓篤[23]
- 里央 - 小林大紀[23]
- 息吹 - 田所陽向[23]
- マキ - 中澤まさとも[23]
- ホスト - 林勇[23]